# Epeteris tes Hetaireias Byzantinon Spoudon
Epeteris tes Hetaireias Byzantinon Spoudon – grecki periodyk bizantynologiczny wydawany w Atenach od 1924 roku. Publikowane są w nim artykuły naukowe dotyczące historii i kultury Bizancjum.